# David Wellington
David Wellington (* 23. April 1971 in Pittsburgh, Pennsylvania) ist ein US-amerikanischer Buchautor und Blogger.

## Leben
Wellington studierte an der Syracuse University. Seine Debüt-Romane veröffentlichte er in seinem Internet-Blog, bevor amerikanische Verlage auf ihn aufmerksam wurden.
Er lebt in New York City, wo er als Archivar bei den Vereinten Nationen arbeitet.

## Über sein Werk
David Wellington schreibt actionreiche Horror, Fantasy-, Science-Fiction- und Thrillerliteratur. Seine Fantasy-Romane erscheinen dabei unter dem Pseudonym David Chandler und Science-Fiction-Werke als D. Nolan Clark.
Wellingtons Horrorromane spielen in einer Art Parallelwelt der Gegenwart und bereichern die typischen Genres (Zombies, Vampire, Werwölfe) um einige neue Ideen.

## Werke

### „Monster“-Trilogie
In seinen Zombie-Romanen beschreibt Wellington die Auswirkungen einer Zombie-Apokalypse auf die verbliebenen Reste der Menschheit.
- Stadt der Untoten. Piper-Verlag 2008, ISBN 978-3-492-26644-4. (Original Monster Island. Thunder's Mouth Press, ISBN 978-1-56025-850-6.)
- Nation der Untoten. Piper-Verlag 2009, ISBN 978-3-492-26686-4. (Original Monster Nation. Running Press 2006, ISBN 978-1-56025-866-7.)
- Welt der Untoten. Piper-Verlag 2010, ISBN 978-3-492-26687-1. (Original Monster Planet. Running Press 2007, ISBN 978-1-56025-867-4.)

### „Laura Caxton“-Reihe
Wellingtons Vampir-Romane behandeln den Kampf der Polizistin Laura Caxton gegen die jahrhundertealte Vampirin Justinia Malvern.
- Der letzte Vampir. Piper-Verlag 2007, ISBN 978-3-492-26643-7. (Original Thirteen Bullets. Broadway 2007, ISBN 978-0-307-38143-9.)
- Krieg der Vampire. Piper-Verlag 2008, ISBN 978-3-492-26645-1. (Original 99 Coffins. Broadway 2007, ISBN 978-0-307-38171-2.)
- Vampirfeuer. Piper-Verlag 2009, ISBN 978-3-492-26721-2. (Original Vampire Zero. Broadway 2008, ISBN 978-0-307-38172-9.)
- Vergeltung der Vampire. Piper-Verlag 2011, ISBN 978-3-492-26720-5. (Original 23 Hours. Broadway 2009, ISBN 978-0-307-45277-1.)
- 32 Fangs. Piatkus Books 2012, ISBN 978-0-7499-5726-1. (englisch)

### „Cheyenne Clark“-Reihe
Die Handlung von Wellingtons Werwolf-Romanen spielt im arktischen Kanada, wo eine Gruppe von Menschen die letzten lebenden Werwölfe jagt.
Unter den Werwölfen befindet sich die vormalige Jägerin Cheyenne Clark, die bei dem Versuch, ihren von einem Werwolf getöteten Vater zu rächen,
von einem Werwolf verletzt und dadurch verwandelt wurde.
- Frostbite. Piper-Verlag 2012, ISBN 978-3-492-26700-7. (Original Frostbite. Broadway 2009, ISBN 978-0-307-46083-7.)
- Overwinter. Three Rivers Press 2010, ISBN 978-0-307-46079-0. (englisch)

### „Ancient Blades“-Trilogie
Unter dem Pseudonym David Chandler hat Wellington drei Fantasy-Romane geschrieben.
- Die Metropole der Diebe. Piper-Verlag 2011, ISBN 978-3-492-26754-0. (Original Den of Thieves. Harper Voyager 2011, ISBN 978-0-06-202124-3.)
- Das Grab der Elfen. Piper-Verlag 2012, ISBN 978-3-492-26755-7. (Original A Thief in the Night. Harper Voyager 2011, ISBN 978-0-06-202125-0.)
- Der Thron der Barbaren. Piper-Verlag 2012, ISBN 978-3-492-26756-4. (Original Honour Among Thieves. HarperCollins UK 2011, ISBN 978-0-00-738415-0.)

### „Jim Chapel“-Reihe
Mit Minotaur startete Wellington eine neue Reihe im Thriller-Genre um einen US-Spezialeinheit-Veteranen.
- Minotaur. HarperCollins 2013, ISBN 978-0-06-226659-0. (englisch)
- Chimera. William Morrow 2013, ISBN 978-0-06-224877-0. (englisch)
- Myrmidon. HarperCollins 2013, ISBN 978-0-06-226661-3. (englisch)
- The Hydra Protocol. William Morrow 2014, ISBN 978-0-06-224880-0. (englisch)
- The Cyclops Initiative.William Morrow 2016, ISBN 978-0-06-224883-1. (englisch)

### „The Silence“-Trilogie
Unter dem Pseudonym D. Nolan Clark startete Wellington mit dem Roman „Der verratene Planet“ (Original: „Forsaken Skies“) die „The Silence“-Space Opera.
- Der verratene Planet. Heyne Verlag 2017, ISBN 978-3-453-31835-9. (Original Forsaken Skies. Orbit 2016, ISBN 978-0-316-35569-8.)
- Die vergessenen Welten. Heyne Verlag 2018, ISBN 978-3-453-31836-6. (Original Forgotten Worlds. Orbit 2017, ISBN 978-0-316-35577-3.)
- Forbidden Suns. Orbit 2017, ISBN 978-0-316-35581-0. (englisch)

### „Red Space“-Trilogie
Die auf drei Teile angelegte „Red Space“-Reihe ist ein Genre-Mix aus Science Fiction und Horror. Bisher erschienen sind „Paradise One“ und „Revenant-X“ (auf Englisch). Erzählt wird die Reise der Agentin Alexandra Petrowa zur außerhalb unseres Sonnensystems befindlichen Kolonie „Paradise-1“.
- Paradise One. Heyne Verlag 2024, ISBN 978-3-453-32320-9. (Original Paradise-1. Orbit 2023, ISBN 978-0-316-49674-2.)
- Revenant-X. Orbit 2024, ISBN 978-0-316-56934-7. (englisch)

### Einzelromane
Der Zombie-Roman Plague Zone spielt im US-Bundesstaat Washington.
- Plague Zone. Kindle Edition 2012 (englisch)

Auch der Roman Positive widmet sich dem Zombie-Thema.
- Positive. Harper Voyager 2015, ISBN 978-0-06-231537-3. (englisch)

Zwei weitere Einzelromane sind zurzeit ausschließlich in E-Book-Form verfügbar.
- Pass/Fail. Kindle Edition 2012 (englisch)
- Rivals. Kindle Edition 2012 (englisch)

Dem Science-Fiction-Genre zuzuordnen ist wiederum Die letzte Astronautin.
- Die letzte Astronautin. Piper-Verlag 2020, ISBN 978-3-49-270565-3. (Original The Last Astronaut. Orbit 2019, ISBN 978-0-356-51229-7.)

### Comics
In Marvel Zombies Return gab Wellington in der Iron-Man-Episode sein Debüt als Comic-Autor.
- Marvel Zombies Return. Marvel 2010, ISBN 978-0-7851-4238-6. (englisch)

### Kurzgeschichten
Wellington hat außerdem einige Kurzgeschichten veröffentlicht.
- Chuy and the Fish. In The Undead: Zombie Anthology. Permuted Press 2005, ISBN 978-0-9765559-4-0. (englisch)
- Cyclopean. In The Undead, Vol. 2: Skin and Bones. Permuted Press 2007, ISBN 978-0-9789707-4-1. (englisch)
- Twilight in the Green Zone. In Danel Olson (Hrsg.): Exotic Gothic. Ash-Tree Press 2007, ISBN 978-1-55310-100-0. (englisch)
- Grvnice. In Danel Olson (Hrsg.): Exotic Gothic 2. Ash-Tree Press 2008, ISBN 978-1-55310-110-9. (englisch)
- Off Radio. In Buried Tales of Pinebox, Texas. 12 to Midnight 2009, ISBN 978-0-9819637-2-3. (englisch)
- Pinecones. In By Blood We Live. Night Shade Books 2009, ISBN 978-1-59780-156-0. (englisch)
- Die Geheimwaffe. In The New Dead: Die Zombie-Anthologie. Panini Books 2011, ISBN 978-3-8332-2253-5. (Original: Weaponized. In The New Dead: A Zombie Anthology. St. Martin's Griffin 2010, ISBN 978-0-312-55971-7.)
- Atacama. In Danel Olson (Hrsg.): Exotic Gothic 4. PS Publishing 2012, ISBN 978-1-84863-300-1. (englisch)